# Phora digitiformis
Phora digitiformis är en tvåvingeart som beskrevs av Goto 2006. Phora digitiformis ingår i släktet Phora och familjen puckelflugor.
Artens utbredningsområde är Nepal. Inga underarter finns listade i Catalogue of Life.